# جيمس جي. كيلروي
جيمس جي. كيلروي هو سياسي أمريكي، ولد في 26 سبتمبر 1902، وتوفي في 24 نوفمبر 1962. انتخب عضو مجلس نواب ماساتشوستس ‏.